# Ramón Mendiburu
Ramón Mendiburu Ibarburu (* 12. März 1940 in San Sebastián) ist ein ehemaliger spanischer Radrennfahrer und nationaler Meister im Radsport.

## Sportliche Laufbahn
Mendiburu war im Straßenradsport aktiv. Als Amateur gewann Mendiburu 1960 und 1961 die nationale Meisterschaft im Straßenrennen. 1962 und 1963 startete er als Unabhängiger. 1962 wurde er Vize-Meister der Unabhängigen. In der Tour de l’Avenir 1963 wurde er 25., 1964 26. 
Von 1963 bis 1971 war er als Berufsfahrer aktiv. Er begann seine Profikarriere im Radsportteam Flandria-Faema. Seine bedeutendsten Erfolge waren die Siege in den Etappenrennen Andalusien-Rundfahrt 1967 (vor Gabino Ereñozaga) und Vuelta a La Rioja (vor José Ramón Goyeneche). In beiden Rundfahrten gewann er jeweils eine Etappe. Etappensiege holte er auch in der Marokko-Rundfahrt 1964, in der Vuelta a España 1966 und in der Andalusien-Rundfahrt 1967. Die Trofeo Elola gewann er 1966, den Gran Premio Muñecas de Famosa 1967.
Dritter wurde er 1963 im Eintagesrennen Trofeo Masferrer, in der Vuelta a La Rioja 1964 und in der Mallorca-Rundfahrt 1967.
Die Tour de France bestritt er viermal. 1966 wurde er 49., 1965, 1967 und 1969 schied er aus. In der Vuelta a España war er dreimal am Start. 1966 wurde er 37., 1967 21. und 1969 39. der Gesamtwertung.